# 2669 Shostakovich
2669 Shostakovich је астероид главног астероидног појаса чија средња удаљеност од Сунца износи 2,781 астрономских јединица (АЈ).
Апсолутна магнитуда астероида је 12,6.